# Mauvezin (Gers)
Mauvezin is een gemeente in het Franse departement Gers (regio Occitanie). De plaats maakt deel uit van het arrondissement Condom. Mauvezin telde op 1 januari 2022 2.275 inwoners.

## Geschiedenis
Aan het begin van de Tweede Wereldoorlog was er in het dorpje een groot Belgisch legerkamp van de zogenaamde CRAB's. De organisatie was in handen van de Belgische scouts.

## Geografie
De oppervlakte van Mauvezin bedroeg op 1 januari 2022 32,18 vierkante kilometer; de bevolkingsdichtheid was toen 70,7 inwoners per km².

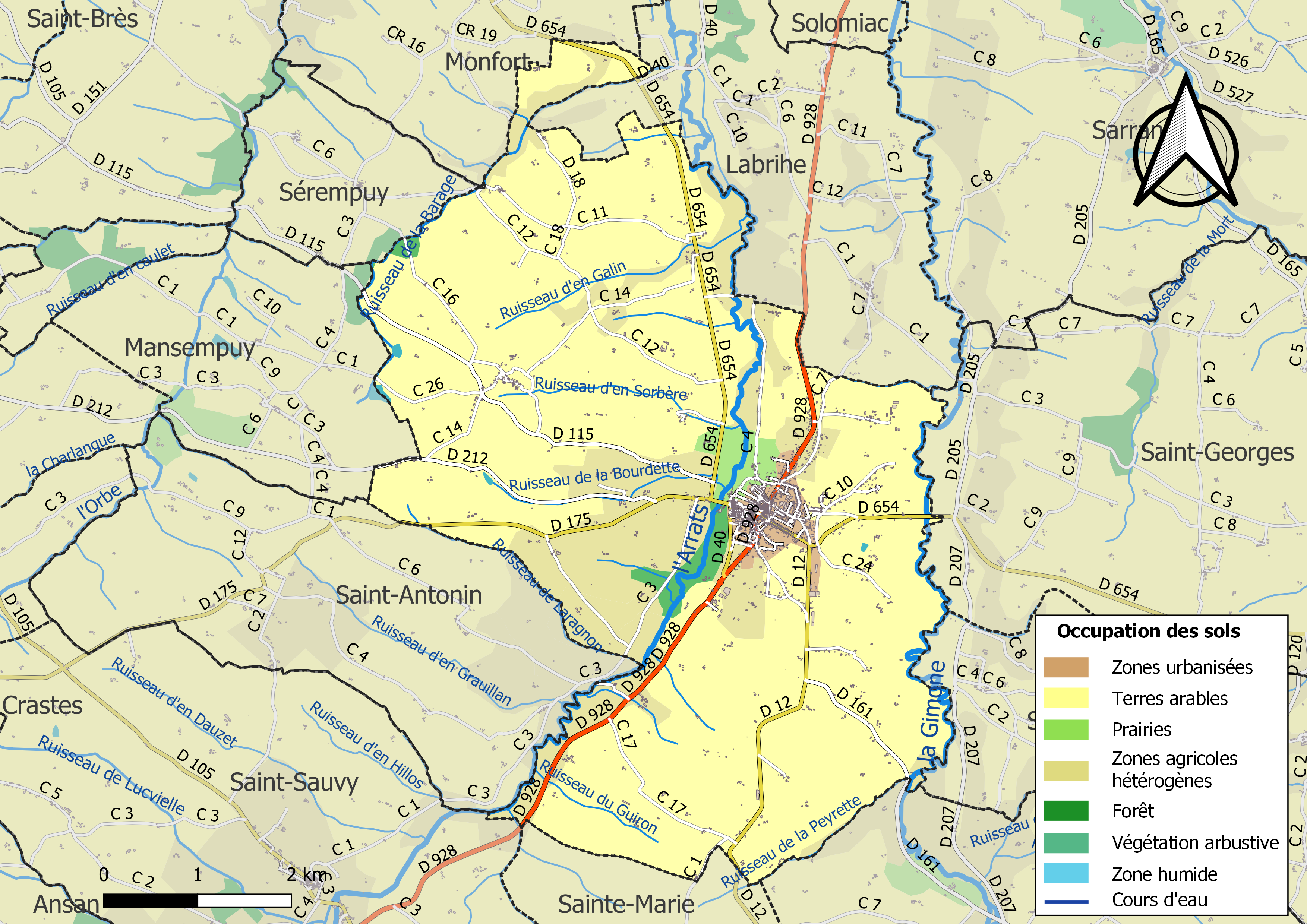
Kaart van de gemeente met belangrijkste infrastructuur, bodemgebruik en omliggende gemeenten

## Demografie
Onderstaande figuur toont het verloop van het inwonertal (bron: INSEE-tellingen).